# Appias drusilla
Appias drusilla is een vlindersoort uit de onderfamilie Pierinae van de familie van de witjes (Pieridae). De wetenschappelijke naam van de soort werd in 1777 als Papilio drusilla gepubliceerd door Pieter Cramer. Als typelocatie noemde die Batavia, wat een vergissing moet zijn. Het type werd vermoedelijk in Suriname verzameld. Door diverse auteurs wordt de soort in het geslacht Glutophrissa geplaatst.

## Verspreiding
De soort komt voor in heel Zuid-Amerika, Midden-Amerika, het Caribisch Gebied en het zuiden van Noord-Amerika.